# Der Affront
Der Affront ist ein libanesisches Filmdrama von Ziad Doueiri aus dem Jahr 2017.
Der Film erzählt die Geschichte von zwei Männern, dem libanesischen christlichen Mechaniker Tony George Hanna und dem palästinensischen Vorarbeiter Yasser Salameh, deren Streit in einen Gerichtsprozess mündet und zu politischen Unruhen führt.
Der Film lief im Wettbewerb der 74. Internationalen Filmfestspiele von Venedig und Kamel El Basha gewann dabei den Preis für den besten Schauspieler. Als libanesischer Beitrag war der Film in der Kategorie Bester fremdsprachiger Film bei der Oscarverleihung 2018 nominiert. 
Der Film  lief am 25. Oktober 2018 in den deutschen Kinos an.

## Handlung
Tony Hanna und seine schwangere Frau Shirine leben in einer Seitenstraße in Beirut, in der Bauarbeiten an den Häusern stattfinden. Als Tony die Blumen auf seinem Balkon gießt, läuft Wasser aus einem Rohr auf den Bauleiter der Arbeiten, Yasser Abdallah Salameh. Dieser weist seine Arbeiter an, das Rohr zu entfernen und stattdessen eine Leitung zum Fallrohr zu legen. Dies geschieht umgehend, jedoch ist Tony damit nicht zufrieden. Er zerschlägt das neue Rohr mit einem Hammer und wird daraufhin von Yasser als „Scheißkerl“ beschimpft. Tony verlangt eine Entschuldigung von Yasser, die der nicht geben will.
Der Bauunternehmer Talal will die Wogen zwischen dem Libanesen Tony und dem Palästinenser Yasser glätten und sucht mit einer Pralinenpackung Tonys Frau auf. Tony bringt die Pralinen umgehend zurück, denn er will eine Entschuldigung. Talal überredet Yasser, ihn zu Tonys Autowerkstatt zu begleiten, damit er sich entschuldigt. Das Gespräch eskaliert und Tony sagt: „Ariel Sharon hätte Euch Palästinenser eliminieren sollen!“ Yasser schlägt zu und Tony kommt mit zwei gebrochenen Rippen ins Krankenhaus.
Tony strengt nun eine Klage gegen Yasser an. Weil weder Yasser noch Tony wiederholen wollen, was Tony über Sharon gesagt hat, weist der Richter den Fall wegen nicht schlüssiger Beweise zurück. Wütend schreit Tony, der Richter sei korrupt und voreingenommen. Daraufhin wird er aus dem Gerichtssaal entfernt, will aber Berufung einlegen. In der Nacht bricht er in seiner Werkstatt beim Arbeiten zusammen. Als Shirine ihn zum Krankenhaus bringt, erleidet sie eine Frühgeburt und das Kind wird in einen Brutkasten gelegt. Tonys Fall geht in die Berufung über, wobei Yasser wegen Totschlags angeklagt werden könnte, falls das Kind nicht überleben sollte.
Wajdi Wehbe wird Tonys neuer Rechtsanwalt, während Wajdis eigene Tochter Nadine Wehbe Yassers Fall übernimmt. Dieses Mal werden Tonys Kommentare über Sharon vor dem Gericht ausgebreitet, weil sie zu emotionaler Bedrängnis führten und damit den Angriff auslösten; Yassers Verteidigerin bringt vor, dass Shirine bereits zwei Fehlgeburten erlitten hat. Die Aussagen im Gerichtssaal wecken Erinnerungen an den libanesischen Bürgerkrieg und führen auf der Straße zu Zusammenstößen zwischen Christen und Muslimen. Durch Wajdis Verteidigungsstrategie wird Tony in die Nähe des Zionismus gerückt und er erhält Morddrohungen. Wajdi bezeichnet Tonys Kommentare auch als privat; sie drückten lediglich einen „Wunsch“ aus. Er argumentiert, dies sei keine Verleumdung, sondern Gedankenfreiheit.
Auch der libanesische Staatspräsident schaltet sich ein und lädt die beiden Kontrahenten zum Gespräch. Tony sagt dem Präsidenten, er könne nichts tun; er selbst wolle nur eine Entschuldigung. Nach dem Gespräch steigen beide vor dem Palast in ihre Autos, doch Yassers Wagen will nicht anspringen. Tony löst das Problem rasch.
Bei Hintergrundrecherchen von Wajdis Mitarbeiter kommt heraus, dass Tony 1970 in Damour geboren wurde und im Januar 1976 infolge des Damour-Massakers mit seiner Familie fliehen musste, als die Stadt an Einheiten moslemischer Milizen und der PLO fiel. Tony verlässt den Gerichtssaal, als Wajdi dokumentarische Aufnahmen der Ereignisse zeigt. 
Yasser und Tony treffen sich später vor Tonys Werkstatt und als Yasser provozierend sagt, dass die Leiden der Christen im Bürgerkrieg im Vergleich zu den Palästinensern gering waren, schlägt Tony ihn und Yasser entschuldigt sich. Shirines und Tonys Kind erholt sich. 
Im Gericht befinden die Richter Yasser des Angriffs für nicht schuldig.

## Rezeption
„»Der Affront« geht […] weit hinaus über die konkreten Ereignisse und ist zugleich eine brandaktuelle Parabel. Ohne pädagogische Peitsche legt Doueiri die gefährlichen Mechaniken von Eskalationsspiralen offen und zeigt, wie aus (religiösem) Fanatismus, oberflächlichen Verallgemeinerungen, Vorurteilen und von Emotionen gesteuerten Diskursen ein wahrlich explosives Gemisch werden kann. Wie universell dieser Dominoeffekt ist, davon kann man sich ja derzeit leider fast täglich in den Medien überzeugen. Dass es in »Der Affront« völlig egal zu werden scheint, wer den Fall gewinnt, ist großes Kino. Und zugleich steckt darin die traurige Erkenntnis, dass Doueiris Film kraft seiner Imagination der Wirklichkeit einen Schritt voraus ist.“